# Acide xénonucléique
Pour les articles homonymes, voir AXN.

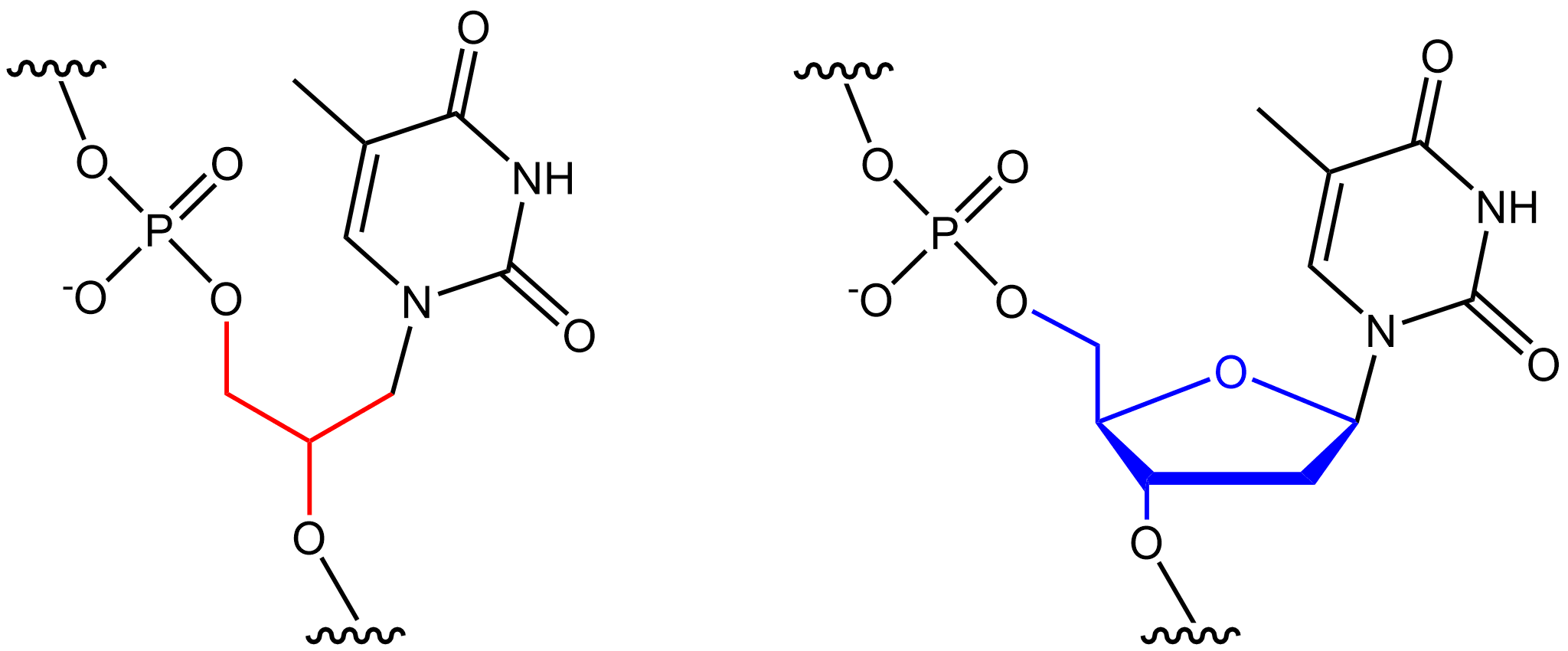
Le glycérol est une alternative au désoxyribose dans l'ADN

Un acide xénonucléique (AXN) est un polymère synthétique, porteur d'information géne glyceétique et permettant sa prolifération et son expression selon les mêmes principes que les acides nucléiques.
Le stockage et la gestion génétiques chez les êtres vivants reposent sur seulement deux polymères nucléiques, l'ADN et l'ARN.
Une première découverte publiée en juin 2011 montre que les informations génétiques peuvent être portées par un polymère nucléique constitué de bases différentes. Cette découverte a permis de fabriquer une bactérie Escherichia coli dans laquelle la thymine de son ADN est remplacée par le 5-chloro-uracile, une molécule toxique pour les êtres vivants (les trois autres bases, adénine, guanine et cytosine, restant les mêmes que celles de l'ADN).
Une seconde découverte publiée en avril 2012 montre que des informations génétiques peuvent être portées par six polymères génétiques non-naturels, basés sur des structures simples de type nucléique. On les appelle des acides xénonucléiques (abrégés en AXN). Il est également possible de réaliser des aptamères d'acides xénonucléiques capables de se lier à leur cible AXN avec une grande affinité et de manière tout à fait spécifique. Cette découverte majeure démontre qu'il est possible de construire un nouveau génie génétique capable d'une évolution de type darwinien, qui échapperaient par là aux seuls procédés du laboratoire.
Fin 2014, des acides nucléiques artificiels ont été créés ; ces nouveaux acides nucléiques sont capables d'activité enzymatique analogue à celle de l'ARN, et ils peuvent en outre catalyser des réactions chimiques sur de l'ARN naturel.